# 창어 5호
창어 5호(중국어 간체자: 嫦娥五号, 병음: Cháng'é wǔhào)는 착륙선과 샘플 반송체로 구성된 로봇식의 중국 달 탐사 임무의 명칭이다. 현재 개발 중으로 2017년의 창정 5호(Long March 5) 발사체의 실패로 연기되어 2019년 12월에 발사 될 예정이다. 창어 5호는 2킬로그램 이상의 달 토양과 암석 샘플을 지구로 운송하는 것을 목표로 하는 것으로, 중국 최초의 샘플 반송 임무가 될 것이다. 이전의 임무에서와 마찬가지로, 우주선의 이름은 중국 신화에서 달의 여신인 창어(상아)에서 유래한 것이다. 1976년 소련의 루나 24호 이후 최초의 달 샘플 반송 임무가 될 예정이다.

## 개요
중국의 달 탐사 프로그램은 점진적인 기술 발전에 따른 3 단계로 진행되도록 설계되었다. 첫 번째 단계는 단순히 달 궤도에 도달하는 것으로 2007년 창어 1호와 2010년 창어 2호에 의하여 완수되었다. 두 번째는 달에 착륙하여 달표면을 운행하는 것으로 2013년 창어 3호와 2019년 창어 4호(2018년 12월 발사, 2019년 1월 달의 뒷면에 착륙 함)에 의하여 수행되었다. 세 번째 단계는 달의 앞면에서 달 샘플을 수집하여 지구로 반송하는 것으로 향후 창어 5호와 창어 6호의 임무이다. 이 프로그램에서는 2030년대에 인간의 달착륙을 준비하고 가능하면 달의 남극 근처에 전초 기지를 건설하는 것을 목표로 한다.
창어 5호의 발사중량은 8,200 kg (18,100 lb)이다. 그 중에서 달착륙선은 1,200 kg (2,600 lb), 달이륙선은 500 kg (1,100 lb)이다. 원래 예상 발사 질량은 3,780 kg (8,330 lb), 착륙선은 1,200 kg (2,600 lb)이고 상승 운반체는 약 120 kg (260 lb)이었는데, 이후 계획 수정으로 많이 무게가 증가되었다.

## 임무 내용
이 탐사선은 하이난 섬의 원창 위성발사센터에서 창정 5호 로켓에 의하여 발사될 예정이었지만, 2017년 발사체의 고장으로 창어 5호를 운반할 능력에 대한 불확실성이 생겼다. 이 우주선은 창정 5호 로켓과 함께 발사 될 예정이다. 목표 지역은 달의 북서쪽인데 샘플 채취를 위한 구체적인 지역은 폭풍의 대양(Oceanus Procellarum)에 있는 륌케르 산(Mons Rümker)이다.
임무는 4 개의 모듈로 구성되어 있는 것으로 알려져 있다. 착륙선은 표면에서 2 미터 (6.6 ft) 아래 지점에서 약 2 kg (4.4 lb)의 시료를 채취하고 이를 연결된 상승 운반체에 적재하여 달 궤도로 발사한다. 상승 운반체는 궤도선과 자동 랑데부 및 도킹한 후 샘플을 지구로 운송시키기 위하여 샘플을 반송용 캡슐 내부로 이동시킨다.
예상 발사 질량은 3,780 kg (8,330 lb), 착륙선은 1,200 kg (2,600 lb)이고 상승 운반체는 약 120 kg (260 lb)이다.

### 창어 5호 T1
창어 5호 T1은 창어 5호의 임무에서 사용될 예정인 캡슐 디자인에 대한 대기권 재진입 시험을 수행하기 위해 2014년 10월 23일 발사 된 실험적인 달 착륙 임무이다. DFH-3A로 불리는 서비스 모듈은 지구 궤도상에 머무르다가 지구와 달의 L 2 지점을 통해 2015년 1월 13일까지 달의 궤도로 이전되었는데, 남아 있는 800 kg의 연료는 향후의 달 임무에 중요한 기동을 테스트 하기 위하여 사용될 것이다.

## 달 착륙
2020년 12월 1일, 중국국가항천국(CNSA)은 창어 5호가 오후 11시 11분(현지시간) 계획한 지점에 착륙하고 달 표면 사진을 보내왔다고 발표했다.
창어 5호는 11월 24일 하이난성 원창 위성발사센터에서 발사됐으며, 두 번의 궤도 수정을 거쳐 지난달 28일 달 표면 400 km 상공에 도달했다. 이후 11월 30일 착륙ㆍ탐사ㆍ이륙체 결합부분이 선체에서 분리돼 나왔고, 12월 1일 오후 10시 57분 달 표면 15km 상공에서 초속 1.7km였던 속도를 줄이기 시작해 표면에 내려앉았다.
중국 탐사선의 달 착륙은 2013년 12월 창어 3호, 2019년 1월 창어 4호에 이어 이번이 3번째다.

## 착륙선의 탑재물
착륙선에는 착륙 카메라, 파노라마 카메라, 미네랄 분광계, 토양 가스 분석 장비, 토양 조성 분석 장비, 샘플링 단면 열 감지기 및 지상 관통 레이더를 탑재할 예정이다. 샘플 채취를 위해 로보트 암, 회전식 타격 드릴, 샘플링 용 스쿠프 및 개별 샘플을 분리하는 분리 튜브도 장착될 예정이다.

## 샘플채취
창어 5호는 달 샘플을 채취한 뒤 지구로 복귀한다. 이런 임무는 미국과 구소련 사이에 우주 개발 경쟁에 한창이던 지난 1960-70년대 이후 40여 년 만으로, 중국은 미국과 구소련에 이어 3번째로 달 샘플 채취 임무 수행에 도전했다. 2 kg의 샘플을 채취할 것이다.
2020년 12월 4일, 중국국가항천국(CNSA)은 창어 5호 이륙기가 3일 오후 11시 10분(현지 시각) 수집한 암석을 싣고 달 궤도에서 대기 중인 귀환선을 향해 날아올랐다고 밝혔다. 귀환선은 초속 11 km로 38만 km를 이동해 지구에 대기권 재진입을 하여, 12월 중순 중국 북부 네이멍구 자치구 쓰쯔왕에 도착할 예정이다. 창어 5호는 지난 1일 오후 11시 11분 달 북서부 평원지대인 폭풍의 대양에 착륙해 2일 오후 10시까지 표본을 모으고 진공 포장 작업을 마쳤다. 임무를 완수하면 중국은 미국과 소련에 이어 전세계에서 세번째로 달 암석 채취에 성공한 국가가 된다.

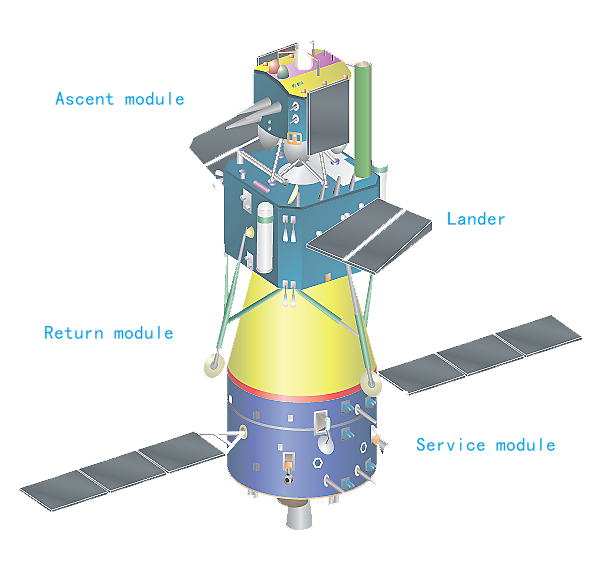
4개로 구성된 창어 5호

## 제원
- 발사중량: 8.2 톤
  - 서비스 모듈: DFH-3A 정지궤도 위성 버스(en:Satellite bus)
    - 무게: 2,740 kg
    - 화물중량: 360 kg
    - 태양전지출력: 4,000 W
    - 화물전기소모량: 2,500 W
    - 임무수명: 12년

  - 귀환 모듈: 3,760 kg
  - 달착륙 모듈: 1,200 kg
  - 달이륙 모듈: 500 kg

## 같이 보기
- 한국형 달 탐사선 - 2030년 발사예정